# Vallgorguina
Vallgorguina est une commune de la province de Barcelone, en Catalogne, en Espagne, de la comarque du Vallès Oriental.

## Géographie
| Santa Maria de Palautordera | Sant Celoni    |                        |
| Vilalba Sasserra            | Vallgorguina   | Sant Iscle de Vallalta |
| Dosrius                     | Arenys de Munt |                        |

## Patrimoine
La rosace et un vitral latéral de la chapelle de la Masia Can Pujades à Vallgorguina, œuvres d'Antoni Gaudi sont aujourd'hui exposées au Musée national d'Art de Catalogne, à Barcelone.

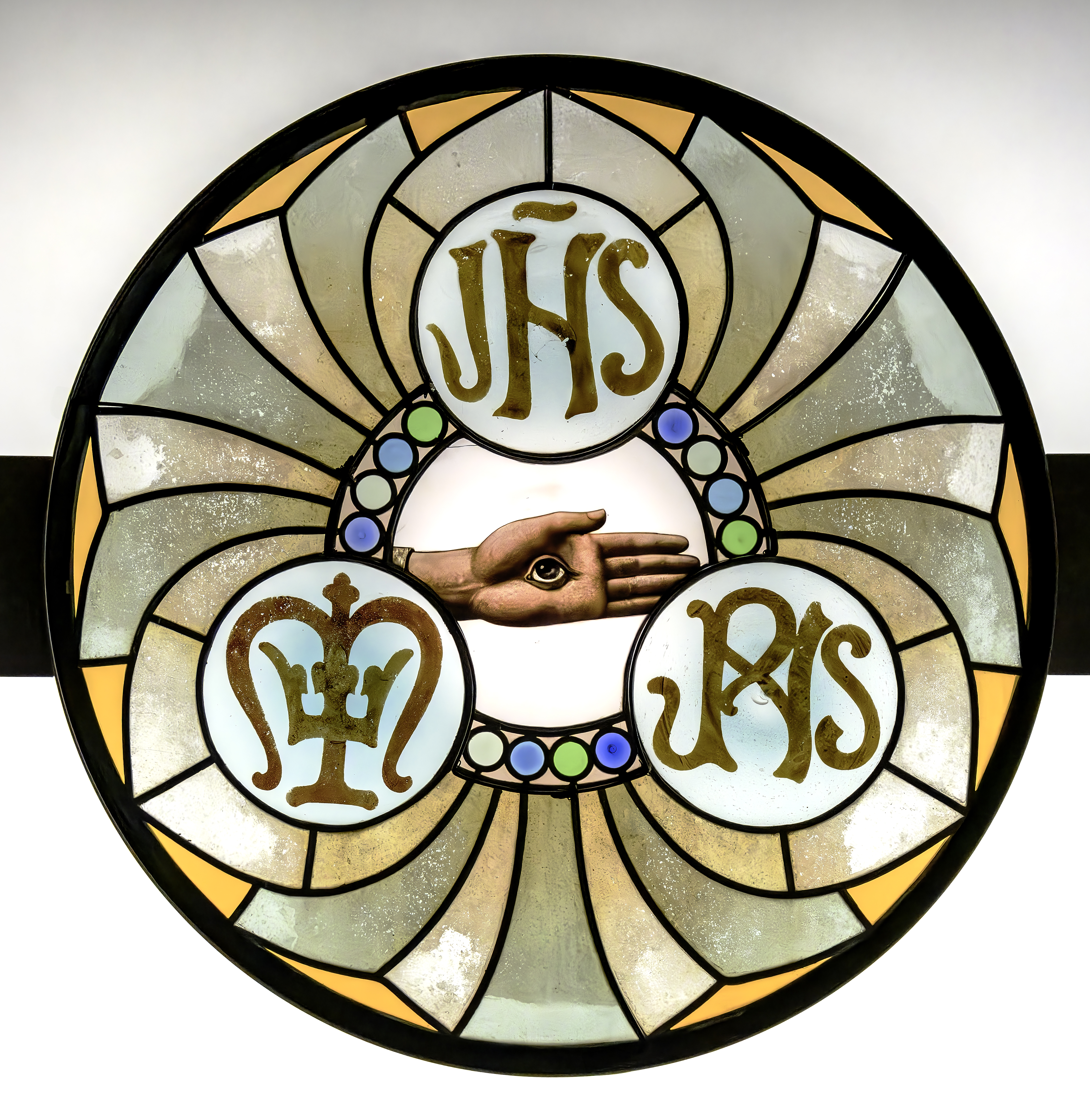
Rosace de l'Œil éternel.
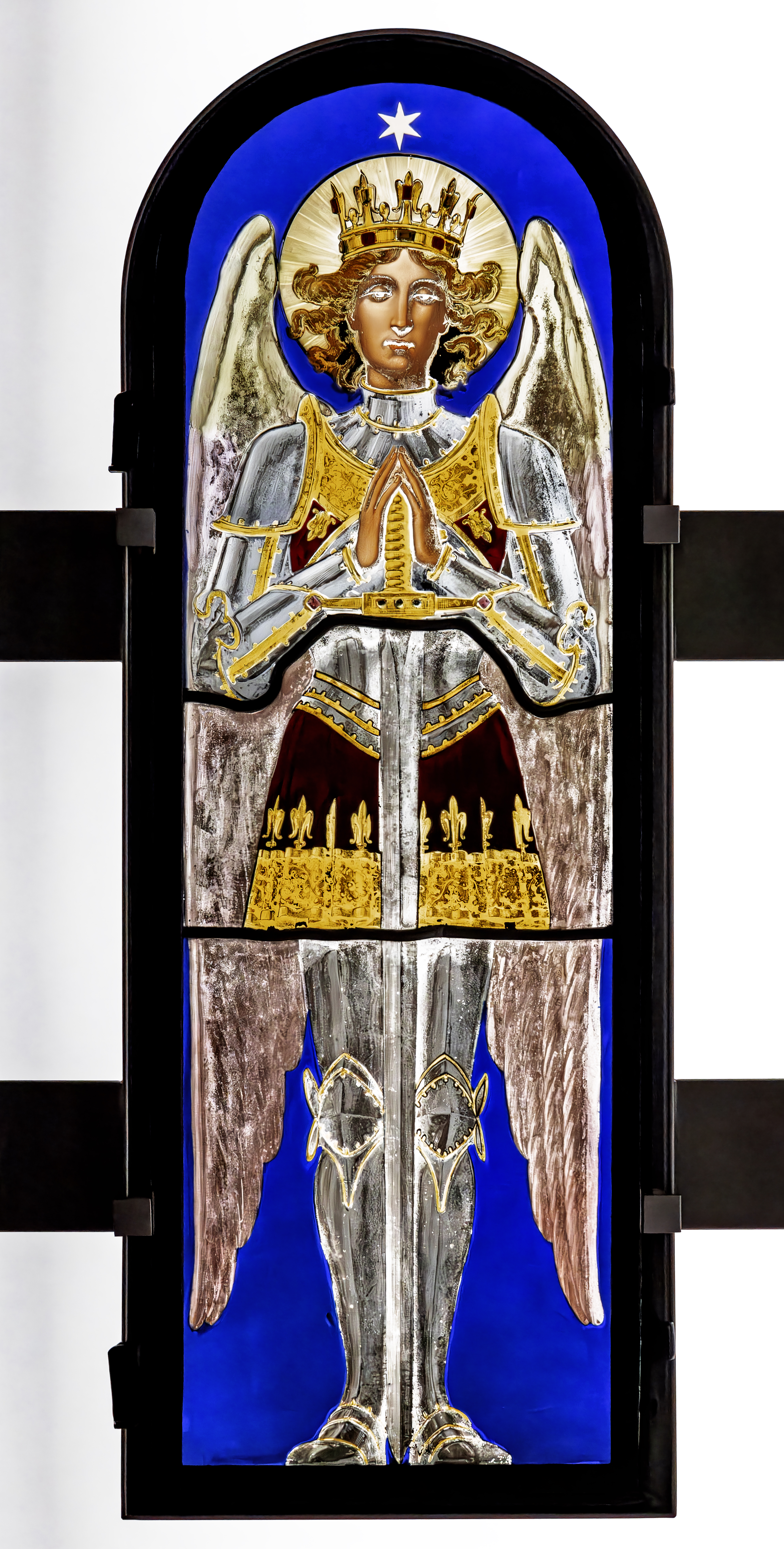
L'Archange saint Michel.